# SS Sicamous
SS Sicamous är en kulturskyddad, koleldad, hjulångare i Penticton vid Okanagan Lake i den kanadensiska provinsen British Columbia. Hon var det största fartyget som trafikerade sjön och är Kanadas enda bevarade hjulångare med stålskrov.
SS Sicamous var en förstaklassångare med lyxiga salonger och hytter. Hon byggdes i Okangago Landing av delar som hade tillverkats i förväg i Port Arthur, Ontario (Thunder Bay). Sjutton järnvägsvagnar användes för transporten till Okangago och fartyget kostade $180 000 CAD att bygga.
SS Sicamous trafikerade Okanagan Lake alla dagar utom söndagar från Penticton till Okanagan Landing, med 14 stopp på vägen. Resan tog 8 timmar.
År 1935 renoverades hon och antalet hytter minskade till förmån för ökat lastutrymme. Hjulångaren användes som museum mellan åren 1951-1965 och som restaurang till år 1988. Efter renovering upptogs SS Sycamore på listan över nationella historiska platser i Kanada år 1989.